# Rinkabyholm
Rinkabyholm is een plaats in de gemeente Kalmar in het landschap Småland en de provincie Kalmar län in Zweden. De plaats heeft 1555 inwoners (2005) en een oppervlakte van 120 hectare.